# Horsfjärden

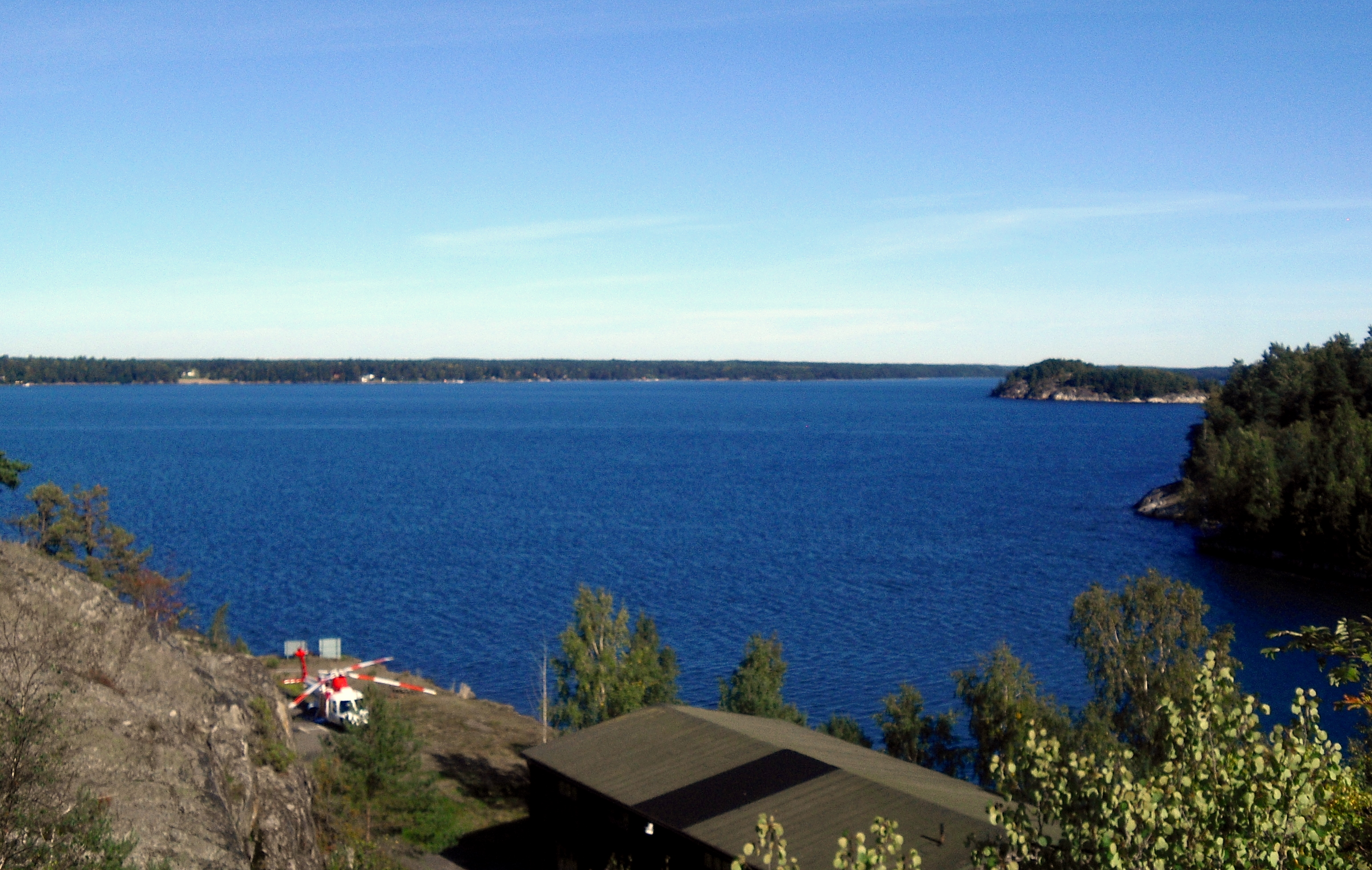
Horsfjärden, vy mot norr från Märsgarn, september 2010.

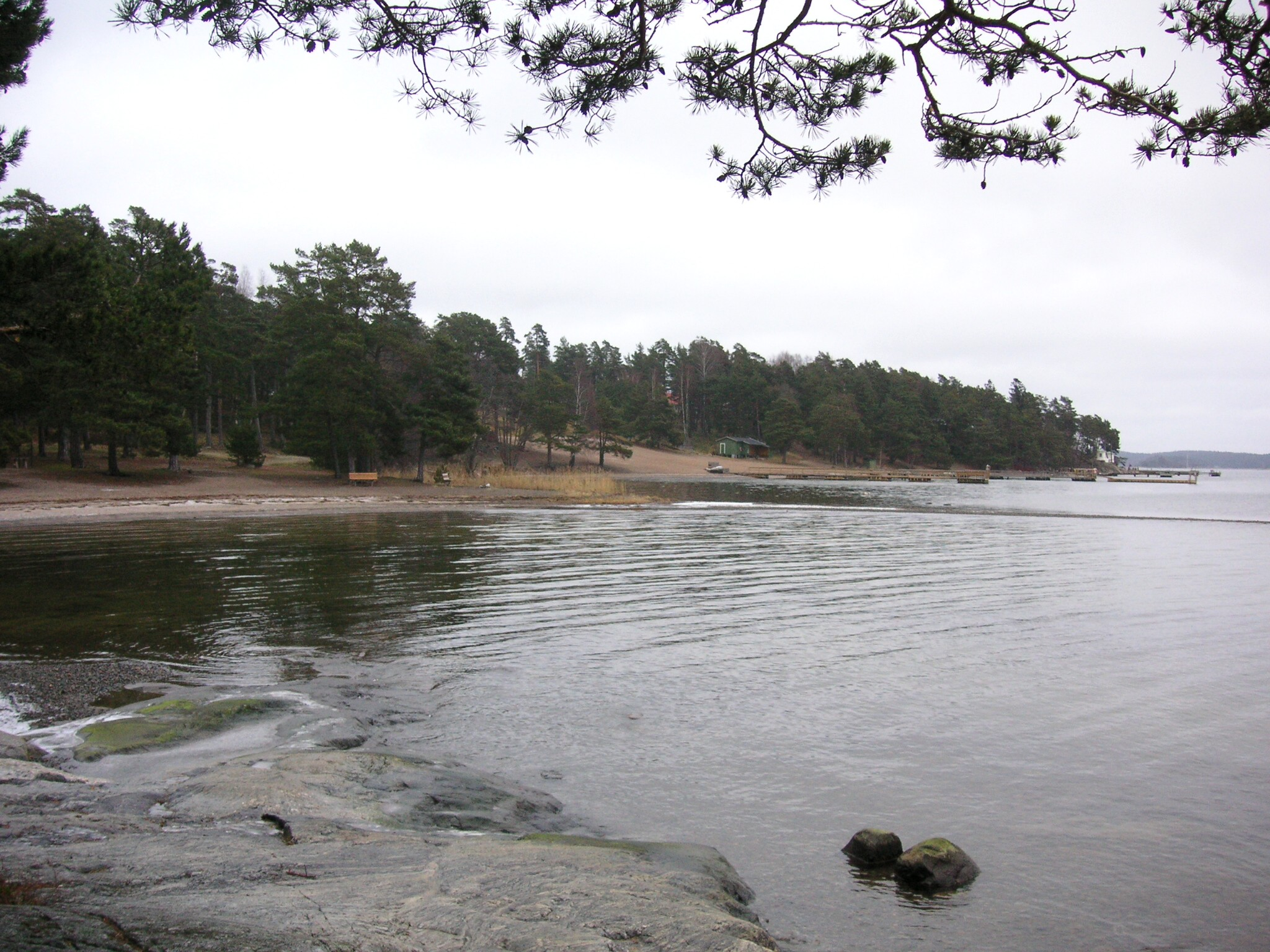
Horsfjärden vid Årsta havsbad, december 2008.

Horsfjärden eller Hårsfjärden är en fjärd i Stockholms skärgård, belägen mellan Muskö och Södertörn innanför den större fjärden Mysingen. Horsfjärden har under lång tid varit ett basområde för svenska marina stridskrafter (Märsgarn, Musköbasen och Berga örlogsbas).
Den 17 september 1941 inträffade här Horsfjärdskatastrofen då tre svenska jagare som låg förtöjda vid marinens bas på ön Märsgarn sprängdes och förstördes i en förödande olycka. Vid olyckan, vars orsak ännu inte är helt klarlagd, dödades 33 personer. 
Under andra halvan av 1982 inträffade här en av de mest uppmärksammade ubåtskränkningarna i Sverige. Efter sonarindikationer spärrade marinen av Horsfjärden och under en intensiv men resultatlös jakt på främmande undervattensverksamhet i fjärden sprängde den svenska marinen 44 sjunkbomber och 4 minor. I ubåtskommissionens rapport våren 1983 utpekades Sovjetunionen efter ljud- och bottenanalyser vara den kränkande parten. Detta utpekande har däremot i ubåtsutredningarna från år 1995 och 2001 ej kunnat fastslås med säkerhet, då inga av de tekniska bevis som insamlats under och efter Hårsfjärdsincidenten med klarhet pekar mot öst och Sovjetunionen. Enligt vissa debattörer har det istället kommit fram bevisning som pekar mot eller antyder att de främmande ubåtarna kom från väst, det vill säga militäralliansen NATO.
På fastlandssidan av Horsfjärden ligger Årsta havsbad, ett fritidshusområde som uppfördes på initiativ av arkitekten Sven Wallander. De första husen byggdes av HSB år 1929.

## Etymologi
Förleden antas komma från det fornsvenska hors, som betyder "häst; sto".